# COSCO Shipping Lines
COSCO SHIPPING Lines Co., Ltd (кит.: 中远海运集运) — китайська компанія з міжнародних контейнерних перевезень та доставки. Дочірня компанія COSCO Shipping Holdings, а її материнською компанією є китайська державна компанія COSCO Shipping.

## Історія
У квітні 1961 року Міністерство комунікацій Китаю створило COSCO як державне морське судноплавне підприємство в Пекіні. У 1964 році China Ocean Shipping Lines Co. заснувала в Шанхаї дочірню компанію COSCO Shanghai, яка пізніше спеціалізувалася на контейнерних перевезеннях.

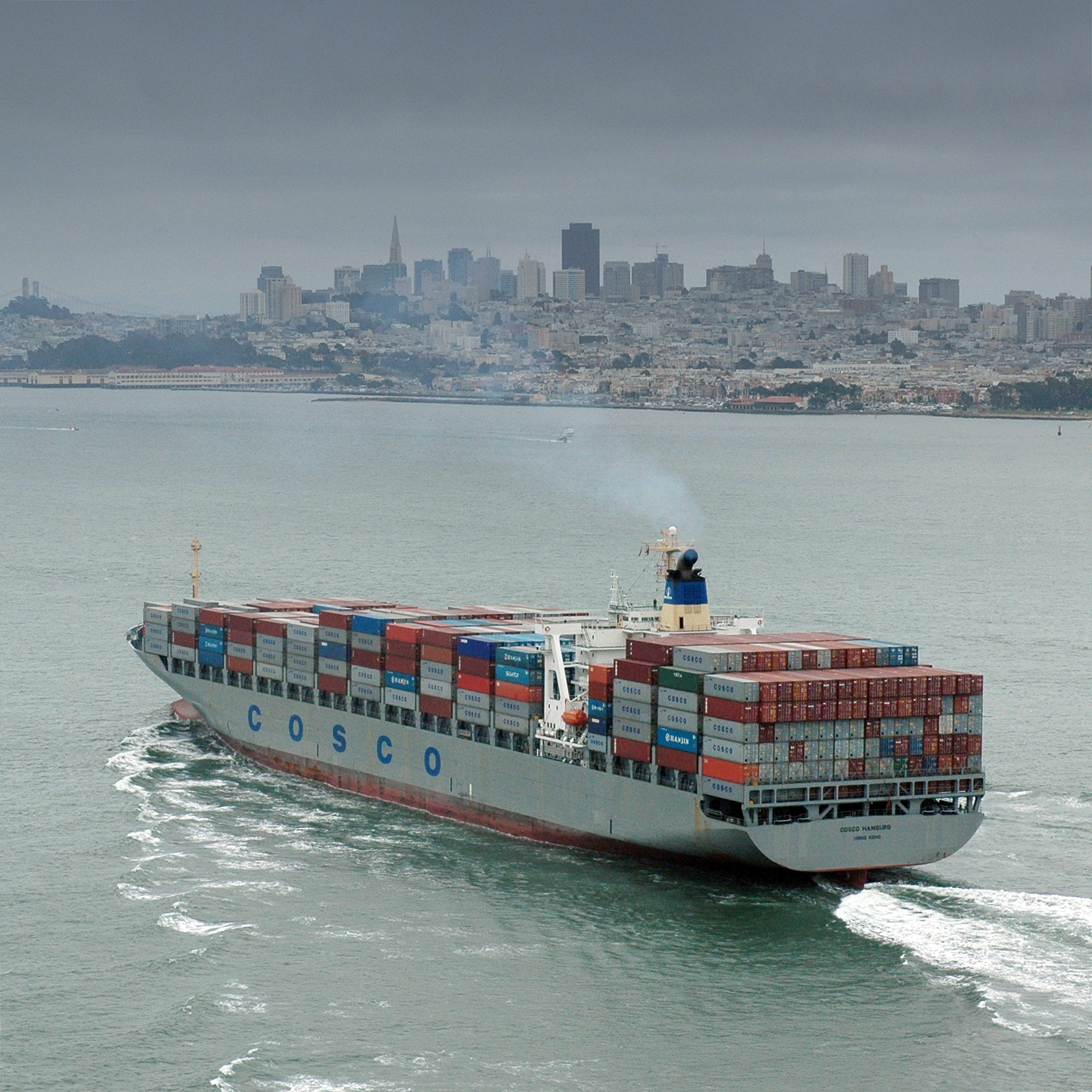
Контейнеровоз COSCO Hamburg, Сан-Франциско, Каліфорнія, 2007

Контейнеровоз COSCO Гамбург, Сан-Франциско, Каліфорнія, 2007 р
У 1978 році MV COSCO Shanghai Ping Xiang Cheng перевіз 162 TEU з Шанхая в Сідней, Австралія, що було першим міжнародним рейсом контейнерів китайської компанії. Після цього, COSCO Shanghai розпочав щомісячне контейнерне обслуговування двох контейнеровозів ємністю 200 TEU між Шанхаєм, Синганом, Сіднеєм та Мельбурном.
У 1982 році COSCO Shanghai розпочав регулярні транстихоокеанські контейнерні перевезення, а в 1983 році COSCO Shanghai розпочав новий контейнерний торговий маршрут, що з'єднує порт Тяньцзінь і Шанхай з портами Західної Європи.
У 1994 році COSCO Container Line Limited (COSCON) була створена для здійснення контейнерних операцій COSCO у співпраці з регіональними дочірніми компаніями, такими як філія в Шанхаї. У листопаді 1997 року COSCON об'єдналася з COSCO Shanghai і стала єдиною дочірньою компанією COSCO для контейнерних перевезень. Того ж року китайський уряд заснував компанію SOE China Shipping Group разом із дочірньою компанією для контейнерних перевезень COSCO Shipping Development (CSCL).
CSCL швидко розвивала свій бізнес під керівництвом ветерана судноплавної промисловості, капітана Лі Келіна. У період з 2000 по 2006 рік частка ринку TEU збільшилася на 126%, а до 2007 року вона стала шостою за величиною контейнерною компанією у світі за місткістю флоту.
COSCON створив місцеві офіси та агентства в 160 країнах. У Північній Америці компанія побудувала велику інтермодальну мережу, інвестуючи в тисячі морських контейнерних шасі та укладаючи контракти з автотранспортними компаніями та основними північноамериканськими залізницями. Аналогічно, CSCL розробила велику інтермодальну мережу в США, і в 2001 році BNSF Railway оголосила про нову послугу з подвійним стеком для транспортування контейнерів China Shipping з порту Лос-Анджелеса до верфей BNSF Chicago.

## Флот
| Клас корабля        | Побудований  | Ємність (TEU) | Кораблів в класі | Примітки                                                |
| ------------------- | ------------ | ------------- | ---------------- | ------------------------------------------------------- |
| Glory-class         | 2011-2012    | 13,114        | 8                | Long-term charter from Seaspan Corporation              |
| Star-class          | 2011-2012    | 14,074        | 8                | Originally built for China Shipping Container Lines     |
| Globe class         | 2014-2015    | 18,982        | 5                | Originally built for China Shipping Container Lines     |
| Belgium-class       | 2013-2014    | 13,386        | 8                |                                                         |
| Himalayas-class     | 2017-2018    | 14,566        | 5                |                                                         |
| Peony-class         | 2018-2019    | 13,800        | 8                | Originally built for China Shipping Container Lines     |
| Constellation-class | 2018-2019    | 19,237-20,119 | 11               |                                                         |
| Universe-class      | 2018-2019    | 21,237        | 6                | Originally built for China Shipping Container Lines     |
|                     | 2023–onwards | 14,092        | 6                | To be built by COSCO Shipping Heavy Industry (Yangzhou) |
|                     | 2023–onwards | 16,180        | 4                | To be built by COSCO Shipping Heavy Industry (Yangzhou) |

## Аварії та інциденти

### COSCO Asia
У вересні 2013 року контейнеровоз COSCO Asia був атакований терористами, коли проходив через Суецький канал. Повідомляється, що зловмисники використовували кулемети та пускові установки РПГ для обстрілу корабля. Єгипетські сили безпеки придушили атаку, і корабель отримав лише незначні пошкодження.

### COSCO Hope
2 березня 2016 року контейнеровоз COSCO Hope врізався в козловий кран під час виходу з Контейнерного терміналу Суецького каналу в єгипетському Порт-Саїді. Кілька кранів впали або отримали пошкодження, а штаби контейнерів були перекинуті, що спричинило пожежу.

### COSCO Shipping Leo
29 березня 2018 року контейнеровоз COSCO Shipping Leo зіткнувся з вантажним судном MERCURY TRIUMPH у Східно-Китайському морі під час ходових випробувань. Серйозно пошкоджено вантажне судно MERCURY TRIUMPH, пошкоджено правий борт носа корабля Leo на COSCO Shipping Leo. У той час на COSCO SHIPPING LEO перебувало 150 осіб, але обійшлося без жертв.

### COSCO Shipping Virgo
24 грудня 2021 року контейнеровоз COSCO Shipping Virgo втратив рух у Португалії під час маршруту до Роттердама. Корабель був дрейфований більше трьох годин, перш ніж продовжити рейс.

## Див.також
- Інтермодальні перевезення
- Контейнерні перевезення
- Список найбільших контейнеровозів